# Avira AntiVirus
Avira AntiVirus，非官方中文俗称“小红伞”，是由來自德國「Avira Operations GmbH & Co. KG」公司所開發的防毒軟體。「Avira Operations GmbH & Co. KG」前身為1988年成立的「H+BEDV Datentechnik GmbH」。
於 2004 年，「H+BEDV Datentechnik GmbH」開發的「AntiVir」首次榮獲 VB100% 獎項。在 2006 年，為增加全球化銷售，原公司「H+BEDV Datentechnik GmbH」與「Avira GmbH」及「AntiVir Personal Products GmbH」合併並更名為「 Avira GmbH 」。而在 2008 年，「AVIRA」推出的 全新AntiVir 8.0 版本的新防毒軟件 ，另闢網路安全的新途，這一舉動也正趕上了 2008 年網路混合威脅浪潮。
Avira 除了個人/家用用途的免費版本以及企業和專業用戶的付費版本。其中免費版本的Avira可安裝於Microsoft Windows和Linux(Unix)、Mac用戶，付費版本的Avira主要給企業和專業用戶使用，額外擁有免費版沒有的附加功能，包括能更快的更新伺服器、Firewall，等等。
為應對新的網路威脅
Avira 於收費版本中新增雲端安全掃瞄技術「Avira Protection Cloud」功能至2013版本，
希望以此提升收費版本用戶的安全防護性能
。

## Avira 產品特色
Avira版本區分︰
1. 免費版的部份僅提供︰個人、家庭和非營利組織使用。
2. 商業版的部份則是提供︰專業用戶、企業用戶之商業性使用。

Avira 防毒特色︰
- 硬體的等級需求度並不高，所消耗的硬體資源低。
- 軟體的病毒定義檔更新快速，是每天更新定義檔。
- 加強已往的作業系統的背景掃瞄，有效提高系統防護能力。
- 增加瀏覽器對網頁連結掃瞄功能，有效提高網頁防護能力。

## 個人／家庭產品

### Windows

#### Avira Free AntiVirus
軟體特性︰
1. 自由允許家庭和非營利組織使用者免費使用與更新
2. 只供個人、家庭和非營利組織使用，而商業性使用是不合法的

功能介紹︰
- 病毒防護(AntiVirus)–病毒、蠕蟲、木馬的防禦
- 間諜軟體防護(AntiSpyware)–間諜程式、廣告軟體、身份盜用(Identity Theft)的防禦
- 惡意軟體防護(AntiRootkit)–威脅性惡意軟體(Rootkit)的防禦
- Protection Cloud - 雲端即時辦識並移除所有最新威脅

自2014版開始以下功能不再提供
1.網頁防護(Web Protection)–讓使用者遠離惡意網站的危害。
2.防偷渡下載(AntiDrive-By) -保護使用者免受偷渡下載風險
改由Avira Browser Safety 瀏覽器附加元件提供
基於Avira URL-Cloud Techology
1. 網站信譽評級
2. 搜尋結果安全評級

2.更完整的追蹤保護（基於abine的DNT技術提供）

3.瀏覽購物網站時提供相同物件但更優惠的價格
功能限制
1. 每隔2小時更新一次（自2014版開始）
2. 只供個人、家庭及非營利組織使用

#### Avira AntiVirus Pro
軟體特性︰
1. 這是一款相當專業的家用防毒軟體。
2. 專用伺服器快速更新，在免費版的基礎上增加以下新功能。

功能介紹︰
- 病毒防護(AntiVir)–病毒、蠕蟲、木馬的防禦。
- 間諜軟體防護(AntiSpyware)–間諜程式、廣告軟體、身份盜用(Identity Theft)的防禦。
- 惡意軟體防護(AntiRootkit)–威脅性惡意軟體(Rootkit)的防禦。
- 網絡釣魚防護(Anti Phishing)–讓使用者遠離惡意網站的危害。
- 程式行為防護(ProActiv)[5]- 根據程式的行為，辨別是否為惡意軟件
- 網頁防護(Web Protection) - 掃瞄並保護使用者的所有 HTTP 網路活動
- 郵件防護(Mail Protection) - 掃瞄郵件客戶端接收或發出的郵件
- 遊戲模式(Game Mode) - 防止遊戲時防毒自動彈窗
- Protection Cloud - 雲端即時掃瞄並辨識最新威脅
- 更頻密的更新-最高可設定每15分鐘更新一次^（預設更新時間為2小時）

#### Avira System Speedup
為一款系統性能加速工具，提供多項工具協助你清理，並加快你的系統

### 行動裝置
針對Android及iOS系統的惡意程式，失竊及手機被人惡意騷擾的安全風險，
Avira推出全新的行動裝置應用程式：
Android：
1. Avira Android Security[6]

iOS：
1. Avira Mobile Security[7]

免費版功能
- 掃瞄並移除Android惡意程式
- 安裝任何程式時均掃瞄並阻止惡意程式被安裝
- 每日一次自動更新病毒庫

^以上只局限於Android 版本
- 身份驗證保護：當發生網站被黑客嚴重攻擊引致密碼外洩時，通知你立即更改
- 應用程式鎖定(Apps Lock)：可為你的系統/任何程式設立一個密碼，阻止他人存取你的程式或敏感資料。
- 防盜功能
當遺失時，協助你遠端保護你的Android 裝置
- 遺失時防止重要資料遺失或外洩
- 電話/短訊黑名單功能 [8]
- 封鎖惡意騷擾的電話號碼及訊息

Android 收費版額外提供以下功能：
- 病毒庫更新改為每小時更新一次

^可任何時間手動檢查更新
- 網頁防護 (Secure Browsing)[9]
- 免費技術支援

Online Essential 平台網站控制功能
1. 只要登入AVIRA Online Essential[10]，即可任何時間或地點存取你的裝置。
2. 最多可管理五部行動裝置
3. 提供完整的裝置狀態報告
4. 遠端即時定位你的手機
5. 遠端擦除個人SIM卡，格式化手機所有儲存空間，甚至重設回原廠設定。
6. 發出強烈警報聲音
7. 遠端以自訂PIN碼鎖上手機

注：Avira Android Security 目前没有中文語言

### 蘋果 MAC 系統

#### Avira Free Mac Security
特色
為使用蘋果Mac的個人或企業用戶提供免費的安全防護
全新設計的使用者介面：更美觀及方便使用者進行程式的操作。
功能
- 完整支援Retina Display，使使用者介面於高DPI下仍能清晰顯示
- Realtime Protection-即時防護系統威脅檔案
- Scanner-手動掃瞄病毒
- 隔離區及報告-提供更新／掃瞄報告，並且檢視已被隔離的檔案
- 更新-即時更新能盡快阻止最新的威脅
- 排程-建立掃瞄或更新的排程計劃

### 社交網絡防護

#### Avira Social Network Protection
軟件特色
1.協助家長管理孩子的社交安全
2.詳細分析其朋友是否有危害
軟件功能
- Dashboard 詳細顯示目前孩子的狀態
- Friends Engine™ 檢查朋友是否真有其人
- Photos Engine™ 檢查是否含有有害照片
- Activities Engine™ 檢查是否有一些危險的活動

## 企業安全防護

### Avira Professional Security
企業適用的客戶端版本：
可讓企業管理各客戶端的安全
軟體特性
1. 這是一款相當專業的商用且含系統救援之防毒軟體。
2. 專用伺服器快速更新。
3. 可使用Avira Management Console(AMC)管理各客戶端防毒軟體
4. 設定上可建立多個設定檔
5. 較家用版本有更詳細的可供調整的選項
6. 免費的 24/7 企業專用支援

功能介紹
- 病毒防護(AntiVir)–病毒、蠕蟲、木馬的防禦。
- 間諜軟體防護(AntiSpyware)–間諜程式、廣告軟體、身分盜用(Identity Theft)的防禦。
- 惡意軟體防護(AntiRootkit)–威脅性惡意軟體(Rootkit)的防禦。
- 網頁防護(Web Protection) - 掃瞄並保護使用者的所有 HTTP 網路活動
- 網絡釣魚防護(Anti-Phishing)–讓使用者遠離惡意網站的危害。
- 偷渡式下載防護(Anti Drive-by) - 阻擋所有未經使用者許可的偷渡式下載
- 防止網路詐騙（網路釣魚）。
- 郵件掃瞄(Mail Protection) - 掃瞄郵件客戶端。
- 殭屍網路防護(AntiBot) - 阻擋殭屍網路的威脅
- 匯報模式(Presentation Mode) - 防止會議中匯報時防毒軟件彈窗打擾
- Protection Cloud-雲端即時掃瞄並辨識最新威脅

## 停止支援版本
- Windows XP支援已跟隨微軟於2015年4月8日停止
- 但Windows XP使用者的病毒庫更新會延後一年至2016年4月8日停止
- Avira AntiVir 7.0 在 2008 年因推出 Avira AntiVir 8.0 隨後即停止更新和支援。
- Avira AntiVir 8.0 在 2009 年已停止產品更新,相關病毒庫及防毒引擎仍可更新
- Avira AntiVir 9.0 在 2011 年已停止產品更新
- 但官方網頁已移除7.0及8.0手動更新檔連結
- 官方網頁亦已移除9.0及10.0手動更新檔連結
- 由2012版本開始 官方已更改離線更新檔案的發放方式
- 建議以上使用者盡快更新至v10或以上的版本
- 自v13開始將強制使用者更新至最新應用版本
- 自2013年7月開始-官方將對10及12版的用戶強制升級至13版本
- v10版,v12會提供一個升級助手協助使用者過渡至13版本
- V10版升級助手會檢查你的系統要求是否為xp sp3或更新版的系統
- v7,v8及v9版已停止支援病毒庫更新,請升級至最新版本的軟件

## 獎項
- 2004年4月：Virus Bulletin 100認證。
- 2005年2月：Virus Bulletin 100認證。
- 2008年：Protect Star獎。
- 2008年12月：Virus Bulletin 100認證。
- 2009年：Protect Star獎。
- 2009年12月：Virus Bulletin 100認證。
- 2010年：AV-Test.org認證。
- 2010年2月：Virus Bulletin 100認證。
- 2010年4月：Virus Bulletin 100認證。
- 2010年6月：Virus Bulletin 100認證。
- 2010年7月：5星級PC Security Labs獎。
- 2010年8月：Virus Bulletin 100認證。
- 2010年10月：Virus Bulletin 100認證。
- 2010年11月：於AV-Comparatives的調查中獲得「Advanced+」評級。
- 2011年：於Vector的調查中獲得2011年最受歡迎軟體特別獎。
- 2011年：於about.com的調查中獲得「讀者票選最佳免費防毒軟體獎項」。
- 2011年5月：於AV-Comparatives的調查中獲得「Advanced+」評級。
- 2011年6月：Virus Bulletin 100認證。
- 2011年7月/8月：AV-Test.org認證。
- 2011年8月：Virus Bulletin 100認證。
- 2011年8月：於AV-Comparatives的調查中獲得「Advanced+」評級。
- 2012年，AV-Comparatives在“按需惡意軟件檢測”類別中為Avira授予了99.6％的“金牌”狀態，並將Avira評為該年度“最受好評的”產品[11]。
- 2014年8月，AV-Comparatives的“真實世界保護測試”中，共有669個測試用例嘗試了各種安全產品，Avira被列為首位[12]。

## 外部連結
- Avira官方網站（页面存档备份，存于）（英文）
- Avira官方网站（页面存档备份，存于）（简体中文）
- Avira 免費版官方網站（页面存档备份，存于）（繁體中文）
- Avira 台灣總代理官方網站（繁體中文）